# Casa Taligari
La Casata Taligari è una dinastia presente nei romanzi di fantascienza del ciclo di Dune e soprattutto del ciclo Il preludio a Dune.
La Casa Taligari è la famiglia adottiva di Tyros Reffa, figlio illegittimo di dell'Imperatore Padishah Elrood Corrino IX e la sua concubina Shando Balut. Il pianeta natale della Casa Taligari è  Zanovar, devastato dal figlio di Elrood Shaddam IV, nel tentativo di eliminare il fratellastro Tyros.